# Elaine Douvas
Elaine Douvas (Port Huron, suburbi de Detroit, Michigan, 1952). És directora de l'Orquestra de l'Òpera Metropolitana de Nova York des de 1977. També és instructora d'Oboè i presidenta del Departament d'instruments de vent de fusta de la Juilliard School. També és professora a la facultat de Mannes College The New School for Music a Nova York, al Bard College Conservatory of Music d'Annandale-on-Hudson, Ny, al Festival i a l'Escola de Música d'Aspen, Le Domaine Forget Academie (Quebec), i als Hidden Valley Music Seminars (Carmel, CA).
Elaine Douvas, de petita, va estudiar piano, violí i trompa, abans de concentrar-se en l'oboè en el sisè grau. El 1960-1962, Douvas va ser estudiant dels estius a la "Interlochen Arts Academy" de Michigan. Després de l'escola secundària, Elaine Douvas va ingressar al "Cleveland Institute of Music" el 1970, on va romandre durant tres anys. Allà, el seus principals estudis d'oboè va ser amb John Mack de lOrquestra de Cleveland. Elaine Douvas, a la jove edat, va ser nomenada oboè principal de la Simfònica d'Atlanta sota la direcció de Robert Shaw, on va servir durant quatre temporades, 1973-1977.
Elaine Douvas va guanyar l'audició per convertir-se en oboè principal de lOrquestra de l'Òpera Metropolitana la temporada 1977-1978. Després de més de tres dècades al MET, continua sent líder de la seva secció. Elaine Douvas va conèixer el seu marit, Robert Sirinek, al MET, on tocava la trompeta. Robert Sirinek és ara el gerent de l’Orquestra de lÒpera Metropolitana. Elaine Douvas ha actuat moltes vegades com a solista tant amb lOrquestra de l'Òpera Metropolitana com amb altres, incloent una interpretació de Les Citations de Dutilleux amb el MET Chamber Ensemble. Activa a l'ensenyament, Elaine Douvas també és presidenta del departament d'instruments de fusta de la "Juilliard School", on imparteix classes des del 1997. Entre els seus alumnes s'hi compta Nathan Hughes, actualment company en l'orquestra novaiorquesa.
Atlètica, també gaudeix del patinatge artístic. Potser aquest és un altre exemple que la forma física sovint s'acompanya amb la realització d'una gran música.